# Покотюк Анатолій Стратонович
Анато́лій Покотю́к (нар. 26 жовтня 1951, Княже, нині Сокальський район, Львівська область — 7 березня 2020, Сокаль) — український художник, різьбяр, громадський діяч.

## Біографія
Народився в селі, що на самій межі Галичини та Волині й тоді належало до Горохівського району. Виростав напівсиротою. З 1961-го живе в Сокалі. У 1966 закінчив Сокальську школу-інтернат, тоді ж вступив у художнє училище різьбярства, що в Івано-Франковому, й закінчив його в 1969 році. 1970-го здобув середню освіту в Рахівській вечірній школі. З 1970-го по 1972 — служба в армії. Випускник Української академії друкарства, де навчався у 1985—1991 рр. Одружений з Наталією Покотюк — дієвою помічницею в усіх починаннях, має сина Анатолія й дочку Олену.
1985 р. з його ініціативи в Сокалі створено музей «Людина. Земля. Всесвіт». Відтоді Анатолій Покотюк — директор цієї установи, нинішньої філії Львівського музею історії релігії. На базі «Людини. Землі. Всесвіту» у 2000 р. засновано Благодійну духовно-мистецьку фундацію Анатолія Покотюка, завдання якої — ознайомлювати з досягненнями української культури та з пам'ятками нашої історичної спадщини. Наприкінці вісімдесятих — на початку дев'яностих років він разом із Василем Литвином та іншими підтримував діяльність гуманістичного об'єднання «Українська Духовна Республіка». Мету цього благородного ідеалістичного проекту, на чолі якого був Олесь Бердник, було неможливо реалізувати в Україні тих часів.
Анатолій Покотюк не раз брав участь у конференціях в Україні і за кордоном. Зокрема, у Клівленді (США) представив Львівську академію мистецтв. Його добре знають за рубежем — в Англії, США, Канаді, Австрії, Австралії, Індії, Німеччині, Франції, Італії, Польщі, Угорщині, Болгарії та інших країнах.

## Творчість
Анатолій Покотюк працює переважно в техніці різьби по дереву й інтарсії, захоплюється мініатюрою. Варті особливої уваги втілені в розмірах не більш як п'ять міліметрів образи́ Ісуса, Богоматері, портрети класиків літератури. Митець майстерно підбирає види дерев, орієнтуючись на природні барви та фактуру. Прикметною властивістю робіт на релігійну тематику є те, що вони мають не тільки художню цінність, але й сакральну: в них вкладено реліквії з різних святих місць світу, відповідні до суті й духу твору.
Художник по-філософському осмислює життя, виражає у своїх працях минуле, сучасне і майбутнє людства, гармонію світу, пізнання Всесвіту. Наскрізною ниткою проходить дуже характерна риса — космічність, глобальність сприйняття. Ці праці умовно можна поділити на такі, що створені за мотивами інших митців (наприклад, євангеліста Луки, В. Васнецова чи невідомих іконописців минулого), й оригінальні. У перших автор, не порушуючи канонічности, своєрідно передає матеріальну структуру, часто надаючи зображенню нових відтінків і контрастів. Це допомагає глядачеві краще, повніше й об'ємніше сприймати як оригінал, так і відповідник-інтарсію. У других же вражає глибина задуму й гострота почуттів, як-от у творі «Найвеличніший (Ісус Христос». З безконечних просторів Всесвіту постає Божий лик — нерозривно злитий з ними і водночас дуже наближений до нас. Це втілення безмежної любови, ласки і бездонного болю — за всіх людей планети, особливо ж за українців. Ісус тут має слов'янські риси обличчя, і це не випадково. Життєве кредо митця «Бог і Україна» зовнішньо втілюється в трактуванні образу святих із погляду нашого співвітчизника. Дуже показова в цьому плані робота «Страждальна Мати-Україна». Божа Мати у вишиванці — на тлі наших вічних лихоліть. Тут можна провести паралель із «Скорбною матір'ю». У цій поемі молодий Павло Тичина, зобразивши Діву Марію в Україні 1918 року, вихлюпнув свій біль, свою любов — до Бога і Батьківщини:
Поглянула — скрізь тихо.
Чийсь труп в житах чорніє…
Спросоння колосочки:
Ой радуйся, Маріє!
Спросоння колосочки:
Побудь, побудь із нами!
Спинилась Божа Мати,
Заплакала сльозами.
Не місяць, і не зорі,
І дніти мов не дніло.
Як страшно!.. людське серце: До краю обідніло.
Керуючись своїм кредо, Анатолій Покотюк створив ряд циклів художніх праць: «Людина. Земля. Всесвіт» (1976—1981), «Всесвіт. Життя. Розум» (1979), «Вогняне вчення — поклик у майбутнє» (1982—2000), «Єдність природи» (мікро- і макросвіту, 1983), «Тарас Шевченко — апостол праці і світоч духу» (1990—1996), «Києво-Могилянська академія» (1992), «Під Покровом Божої Матері» (1993), «Жінки-великомучениці у християнському віровченні» (1995), «Чудотворна Сокальська Божа Мати» (1996), «Первосвященик Бога Всевишнього Мельхиседек» (1999—2003), «Свята Україна».
Особливе місце посідає розпочатий ще 1990 року цикл «Ісус Христос — найвеличніший із синів людства». Назви окремих робіт — «Хто вірує в Мене, той вірує в Отця Небесного», «Я Світло Світу», «Уста Небесні кажуть», «Я Син Землі во ім'я Істини Небес» та інші — віддзеркалюють мету циклу: допомогти зрозуміти велич божественного, невід'ємність людини від Всесвіту, пізнати святість тих, що досягли духовної досконалости.
Понад півтораста виставок Анатолія Покотюка відбулось у Києві, Львові, Житомирі, Ніжині, Коломиї, Рівному, Луцьку, Москві, в наукових центрах Підмосков'я, в Клівленді, Ґнезному, Грубешеві, Шамотулах та Познані (Польща) і в інших містах. Його художні роботи належать до постійної експозиції Храму Людства в Галсіоні (Каліфорнія, США). Вони є у приватних колекціях відомих людей, серед яких — Папа римський Іван Павло ІІ, патріарх Філарет, кардинал Любомир Гузар, Святослав Реріх, Індіра Ганді, Раджив Ганді, Леонід Кравчук, Леонід Кучма, Віктор Ющенко, Михайло Горбачов, президенти дев'яти країн Європи, міністри України, Ліна Костенко, Ніна Матвієнко, Василь Литвин, ясновидиця Ванга, перший український астронавт Леонід Каденюк, космонавти Павло Попович, Олексій Леонов, Володимир Джанибеков. Усього подаровано понад сім тисяч робіт.
Твори Покотюка є, зокрема, в музеї Василя Курилика (Канада), музеях Реріхів (Нью-Йорк, Москва, Рига, Індія), музеях Костянтина Ціолковського (Калуга, Іжевське), музеях космонавтики (Москва, Зоряне Містечко, Житомир), меморіальних музеях Григорія Сковороди, Тараса Шевченка в Шевченковому й  Каневі, Мікалоюса Чюрльоніса, Фрідріха Цандера, Івана Гончара та інших.
Анатолій Покотюк належить до членів Братства Києво-Могилянської академії й Братства музею Івана Гончара.
Помер 7 березня 2020 року.

## Нагороди й відзнаки
- Дві бронзові медалі ВДНГ (Москва)
- Медаль імени Юрія Гагаріна від Міжнародної федерації космонавтики (Москва)
- Медаль імени академіка Янґеля від Федерації космонавтики України (1995 р.)
- Диплом Асоціації космонавтики Росії (2009 р.)
- Лицарський орден і звання лицаря, диплом із благословінням Святійшого Патріарха київського та всієї України Філарета
- Лицарський орден Архистратига Михаїла «Україна. Бог. Лицарство»
- Орден «Бог. Лицарство. Батьківщина» від міжнародної організації «Лицарський орден Архистратига Михаїла»
- Диплом і медаль «10-річчя відродження Лицарського ордену Архистратига Михаїла»
- Особиста відзнака Святійшого Патріарха Київського та всієї України Філарета (травень 2010 — на честь 25-річчя музею «Людина. Земля. Всесвіт»
- Грамота Ювілейного апостольського благословення Української Греко-Католицької Церкви (Зборівська єпархія, єпископ Михаїл), 2000 р.
- Відзнака Українських січових стрільців
- Медаль «За значний внесок у національно-культурне відродження» (1996)
- «Львівська слава» (обласна мистецька премія імени Святослава Гординського за 2001 р.)
- Диплом «Белзька брама» (2010 р.)
- Диплом від керівництва фестивалю української духовности «Краса душі»
- Подяка від бургомістра м. Грубешів (Польща)
- Медаль «25 років Незалежності України» (2016)